# 로스트의 등장인물 목록
미국 ABC 방송에서 방송된 드라마 《로스트》의 등장인물은 각본과 제작을 담당한 데이먼 린델로프와 J.J. 에이브럼스가 창조했다. 
이 드라마는 호주 시드니를 출발하여 LA로 향하던 오세아닉 815편이 남태평양의 한 열대 섬에 추락하며 일어나는 인물 개개인의 삶을 다루고 있다. 각 에피소드는 플래시백을 통해 각 등장인물들이 섬에 오기 전 혹은 그 후의 일을 다룬다. 
오세아닉 815편 탑승객은 모두 324명이다. 오세아닉 815편 비행기는 추락 후 동체가 크게 삼등분되어 섬에 흩어진다. 71명의 승객과 개 한마리가 섬에 흩어진채 살아남는다. 첫 번째 시리즈에는 14명의 주연급 등장인물이 출연하는데 이는 미국 드라마 역사상 2번째 규모이다. (1위는 위기의 주부들이다)

## 오세아닉 멤버

### 주요 멤버
- 잭 셰퍼드 (매튜 폭스 분,  113개 에피소드 출연) (한국 성우 - 홍시호) 잭은 아버지와 같은 척추질환 전문 외과의사이다. 비행기가 추락한 뒤 생존자의 리더로 부상한다. 섬에 도착하자마자 케이트에게 미묘한 감정을 갖게 되고 섬을 떠난 뒤 케이트와 맺어진다. 하지만 미국으로 돌아온 뒤에도 섬에 남겨진 사람들을 떠올리며 괴로워한다. 마약 중독에 빠지고 자살을 시도하면서 케이트와의 사이는 끝장이 난다. 잭은 기어코 섬으로 돌아가기를 원하고 결국 아지라 항공을 타고 섬으로 돌아온다. 케이트, 헐리 등과 함께 1977년의 섬에 떨어져서는 달마 이니셔티브에서 일하게 된다. 시즌 6에서 잭은 제이콥의 '후보'였음을 밝혀지고, 결국 섬을 안전하게 지키는 수호자로서 제이콥의 자리를 대신하게 된다. (출연: 시즌1, 2, 3, 4, 5, 6)

- 케이트 오스틴 (에반젤린 릴리 분, 108개 에피소드 출연) (한국 성우 - 이선) 케이트는 폭력적인 자신의 양아버지(후에 친아버지라고 밝혀짐)를 살해하고 호주로 도망쳤다가 결국 연방수사관에게 체포되어 LA로 압송 중이었다. 섬에서 케이트는 소이어와 잭 사이에서 감정을 다잡지 못하고 갈팡질팡 하다가 결국 소이어와 짧은 로맨스를 갖게 된다. 섬에서 탈출한 뒤 케이트는 살인죄로 재판을 받게 되지만 집행유예 선고를 받게 된다. 케이트는 잭과 약혼하고 클레어의 아들인 애런의 생물학적 어머니로 자처한다. 그들이 섬을 탈출하기 직전에 소이어가 케이트를 살리기 위해 연료가 바닥난 헬리콥터에서 뛰어내렸었다. 그때 소이어는 케이트에게 귓속말을 나누는데 이것이 잭과 케이트의 파경을 이끈다. 잭이 섬으로 돌아가자고 했을 때 케이트는 처음엔 거부하지만 결국 다시 아지라 316편 비행기에 오른다. 케이트가 도착한 것은 1977년의 섬. 잭과 헐리와 함께 달마 이니셔티브에 들어간다. 케이트가 섬으로 돌아온 것은 애런의 엄마 클레어를 데려오기 위해서였다.  (출연: 시즌 1, 2, 3, 4, 5, 6)

- 휴고 헐리 레예스 (조지 가르시아 분, 106개 에피소드 출연) (한국 성우 - 원호섭) 휴고 헐리 레예스는 엄청난 금액의 복권에 당첨된 행운의 사나이. 하지만 행운은 곧바로 끝없는 불행으로 이어진다. 호주에서 LA로 돌아오는 비행기가 추락하자 이것도 자신의 불운 탓이라 여긴다. 섬에서 탈출한 뒤에는 찰리의 환영에 시달리다 정신병원 신세를 지기도 한다. 아지라 316편으로 1977년의 섬으로 돌아와서 잭, 케이트 등과 함께 달마 이니셔티브에 합류한다. 마지막 시즌의 마지막 에피소드에서 휴고 헐리 레예스는 잭에 의해 섬의 보호자로 지정받는다. (출연: 시즌 1, 2, 3, 4, 5, 6)

- 제임스 소이어 포드 (조쉬 홀로웨이 분, 104개 에피소드 출연) (한국 성우 - 성완경(시즌 1 ~ 2), 류다무현(시즌 3 ~ 5)) 제임스는 어릴 때 트라우마를 갖고 있는 사깃꾼이다. 어린 시절 아버지가 어머니를 쏘아죽이고 자살하는 장면을 목격한 뒤로는 가족을 이렇게 만든 사깃꾼 '소이어'를 자신의 이름으로 삼고 복수를 꿈꾼다. 그는 여자들에게 접근하여 사기를 치는 사깃꾼으로 성장한다. 쏘이어의 여자 중에는 캐시디가 있다. 딸 클레멘타인이 있다고 하지만 본적도 없다. 호주에서 마침내 '소이어'를 만나 쏘아죽이지만 알고보니 엉뚱한 사람이었다. 섬에 추락한 뒤 처음에는 그의 반사회적 행동 때문에 나머지 사람들과 불편한 관계를 유지하지만 시간이 갈수록 호전된다. 나중에는 케이트와 로맨틱한 사이가 되고, 잭과 또 다른 한 축을 이루는 리더가 된다. 존이 섬을 이동시킨뒤 생존자들은 1970년대로 시간이동을 하게 되고 소이어는 '짐 라플루'라는 이름으로 달마 이니셔티브의 보안 책임자가 된다. 그는 줄리엣과 사랑에 빠져 3년간 함께 살게 된다. 잭 등이 다시 섬으로 돌아오고, 수소폭탄을 터뜨려 섬을 되돌려놓으려는 시도가 있지만 줄리엣만이 희생되자 소이어는 잭에게 극도의 반감을 품게 된다. (출연: 시즌 1, 2, 3, 4, 5, 6)

- 존 로크 (테리 오퀸 분, 101개 에피소드 출연) (한국 성우 - 박상일) 존 로크는 로스트를 통해 가장 드라마틱하고 불행한 삶을 살아온 사람이다. 친부에게 사기당하고 신체장기까지 빼앗기고, 죽음의 문턱까지 간다. 결국 휠체어 신세가 되어 호주로 여행을 떠났다. 그는 불편한 다리를 이끌고 자유롭게 살고 싶었다. 섬에 추락한 뒤 그에게 찾아온 뜻밖의 선물은 그가 두 다리를 꼿꼿이 세워 걸을 수 있다는 것. 존은 이 섬이 자신에게 특별하다는 믿음을 갖게된다. 이후 과학을 믿는 잭과 사사건건 충돌하게 된다. 시즌4에서 존은 마침내 섬의 아더스의 리더가 된다. 존 로크는 섬을 떠나온 뒤 얼마 안 되어 벤에게 죽임을 당한다. 오세아닉 식스의 멤버들이 다시 섬으로 돌아온 뒤 섬에서 보게 되는 존 로크는 실제 존 로크가 아니었던 것이다. 존 로크의 형상을 지니고 있는 제이콥의 라이벌이다. 존 로크(의 형상)는 시즌6을 통해 끊임없이 섬을 파괴시키고 자신을 그 곳을 벗어나려 한다.(출연: 시즌 1, 2, 3, 4, 5, 6)

- 사이드 자라 (나빈 앤드류스 분, 98개 에피소드 출연) (한국 성우 - 양석정) 사이드는 전직 이라크공화국수비대 통신장교이다. 고문기술자자로 활약하였던 기억이 악몽처럼 남아있는 인물이다. 섬에서는 오해를 받기도 하지만 곧 통신기술자이며, 군인으로서의 출중한 능력을 보여준다. 새논과 사랑에 빠지지만 그녀가 죽자 또다시 고통받는다. 섬을 탈출한 뒤 미국으로 와서 이라크에서의 연인이었던 나디아와 재회, 결혼을 하지만 그녀가 살해당한 뒤 그의 인생은 또 다시 망가진다. 벤에게 고용되어 찰스 위드모어의 협력자를 암살하는 일을 하게 된다. 사이드는 1977년의 섬으로 '다시' 돌아온다. 그곳에서 아직 어린 벤을 죽이려고 하지만 달마 이니셔티브에 사로잡힌다. 사이드는 달마 사람의 총에 맞아 죽지만 달마의 신전에서 다시 살아난다. 존 로크(사실은 맨 인 블랙)에 의해 잭과 소이어 일행이 탈출용 잠수함을 탔다가 시한폭탄이 작동하게 된다. 사이드는 나머지 사람을 살리기 위해 그 폭탄을 들고 옆 격실로 뛰어들어 산화한다. (출연: 시즌 1, 2, 3, 4, 5, 6)

- 권진수 (다니엘 대 킴 분, 92개 에피소드 출연) (한국 성우 - 이규석)  권진수는 드라마에서 '진', 혹은 '권'으로 불린다. 가난한 어촌에서 태어나 호텔 도어맨을 하다, 선의 아버지에게 발탁된다. 그의 해결사 노릇을 하는 부하로 일하는 조건으로 선과 결혼한다. 섬에 도착할 당시 둘 사이는 극도로 불안정한 사이였다. 권은 섬에서 다른 사람을 전혀 믿지 못하고 아내를 집착에 가까울 정도로 과보호하려고 한다. 권은 섬에 살아남은 사람 중 유일하게 영어를 하지 못하지만 곧 영어를 배우기 시작하더니 시즌 후반부에서는 무리없이 영어를 한다. 화물선 카나하 호가 폭발할 때 그가 죽은 것으로 알았지만, 그는 죽지 않고 바다에 떠있다가 '1988년'의 프랑스 수색팀에게 발견된다. 오세아닉 생존자들이 다시 섬으로 돌아오고 권은 아내 선을 찾기 위해 눈물겨운 노력을 한다. 결국 하이드라 섬에서 다른 사람과 함께 살아돌아온 선을 찾아낸다. 섬을 떠날 수 있는 유일한 수단인 잠수함에서 맨 인 블랙의 계략에 의해 시한폭탄이 터지고, 선의 다리가 끼어 탈출할 수가 없다. 혼자 떠나라는 선 옆으로 다가와 손을 꼭 쥐고는 다시는 헤어지지 않겠다고 다짐한다. (출연: 시즌1, 2, 3, 4, 5, 6)
- 권선화 (김윤진 분, 88개 에피소드 출연) (한국 성우 - 이주연) 권선화는 호텔과 자동차 회사를 갖고 있는 재벌의 딸이다. 아버지는 한국의 범죄조직과 연관이 있고, 남편 진은 자세히 알 수 없는 불법을 저지르고 있다. 선은 남편 몰래 외도를 하였고 비행기 추락 당시 둘 사이는 거의 끝장난 상태였다. 하지만 섬에서 둘 사이는 다시 사랑을 되찾고 임신을 하게 된다. 섬을 탈출한 뒤 아이를 낳고 지연이라는 이름을 지어준다. 항공사로부터 받은 보상금으로 선은 아버지의 회사의 주식을 사는 등 달라진 모습을 보여준다. 선은 남편을 찾기 위해 아지라 316편을 탄다. 하지만 다른 멤버들과는 달리 1977년이 아닌 2007년의 섬에 떨어진다. 섬이 다시 시간상 정상을 찾으면서 두 사람은 재회하게 된다. 하지만 찰스 위드모어의 잠수함을 타는 순간 맨 인 블랙이 설치한 시한폭탄이 터지고 탈출할 수 없게 된 두 사람은 손을 꼭 잡고 함께 최후를 맞이한다.(출연: 시즌 1, 2, 3, 4, 5, 6)

- 클레어 리틀턴 (에밀리 더 래빈 분, 72개 에피소드 출연) (한국 성우 - 이현주) 미혼모 클레어는 곧 태어날 아이를 입양시키기 위해 LA로 가던 길이었다. 섬에 추락한 의사 잭과 기타 생존자들의 도움으로 클레어는 안정을 되찾는다. 특히 전직 록 가수인 찰리와 친밀하게 지낸다. 아이(애론)를 무사히 낳지만 그 아이를 둘러싸고 아더스와 끔찍한 쟁탈전을 펼치기도 한다. 클레어는 잭의 배다른 여동생이지만 섬에 있을 동안 둘은 그 사실을 모른다. 클레어는 제이콥의 오두막에서 아버지(크리스천)와 모습을 드러내기도 하지만 방송 당시에는 그 이유를 알 수가 없다. 클레어는 시즌 6에서 강인한 연기를 한다. 오세아닉6에 포함되지도, 섬을 지키는 후보군에도 포함되지 않았고, 어느 무리에서도 '꼭 포함되어야할 존재'는 아닌 외톨이이다. 그래서 더욱 자기에게 가장 신뢰를 보인 존 로크의 말을 따른다. (출연: 시즌 1, 2, 3, 4,  5, 6)

### 기타 멤버
- 찰리 페이스 (도미닉 모나한 분, 65개 에피소드 출연) (한국 성우 - 윤세웅) 찰리 페이스는 한때는 인기 록 가수였지만 마약에 탐닉하는 등 문란한 생활을 하다 섬에 오게 된다. 그곳에서 클레어와 친해지게 된다. 루킹 글래스 스테이션에서 외부 세상과의 교신을 위해 몸부림치다 죽는다. (출연: 시즌 1, 2, 3, 4, 6)
- 아나 루시아 코츠 (미셸 로드리게스 분, 23개 에피소드 출연)(한국 성우 - 장우영) 아나 루시아 코르테스는 전직 LA경찰로 추락한 오세아닉 815편의 떨어져나간 꼬리부분에 탑승했다 생존한 무리의 리더가 된다. LAPD 근무 당시 임신 중에 그녀에게 총을 쏘아 아이를 사산시킨 남자를 죽인 뒤 경찰 직을 잃었다. 잭의 아버지인 크리스찬을 만나 함께 호주로 동행한다. 그녀가 호주 시드니를 떠나는 공항 바에서 잭과 대화를 나누기도 하지만 그가 크리스찬의 아들인 줄은 모른다. 아나 루시아는 생존자들 중에서 사라지는 사람이 생기자 매우 조심스럽게 행동하고, 극도로 디 아더스를 불신하게 되고 굿윈이 추락의 생존자가 아니란 것을 알게 되고는 죽인다. 디 아더스의 사주를 받은 마이클 도슨의 총에 죽는다. 마이클은 디 아더스의 리더인 벤을 탈출시키려고 했었다. 아나 루시아는 마이클의 총에 맞아 죽었지만 이후 몇번 모습을 드러낸다. 주로 헐리의 눈앞에 등장한다. (출연: 시즌 1, 2, 5, 6)

- 분 칼라일 (이언 서머헐더 분, 28개 에피소드 출연) (한국 성우 - 정훈석) 분과 섀넌은 의붓남매사이지만 사랑하는 관계이다. 섬에 떨어진 뒤 분은 대부분의 시간을 존 로크와 함께 사냥하러 돌아다닌다. 그러다가 둘은 첫 번째 해치를 발견한다. 분은 점점 섀넌이 자신을 농락하고 있다는 사실과 자신을 사랑하지 않는다는 것을 알게 된다. 하지만 그녀는 끝까지 그녀를 보호한다. 존의 다리가 움직일 수 없을 때 분은 나무에 걸린 추락한 비행기 잔해에 올라가고 부서진 비행기 안에서 무선장치를 만지다가 비행기 꼬리부분에서 살아남은 사람들과 교신을 하게 된다. (하지만 분은 그 사실을 모른다) 나무에 걸렸던 비행기 동체가 떨어지고 분은 크게 다친다. 존은 그를 캠프로 데려오고 잭과 선이 치료해 보지만 끝내 숨지고 만다. (출연: 시즌 1, 2, 3, 6)

- 섀넌 러더포드 (매기 그레이스 분, 32개 에피소드 출연) (한국 성우 - 문선희) 섀넌은 발레 강사이며 분의 의붓 여동생이다. 섬에 온 이후 사이드와 연인이 되지만 아나 루시아가 디 아더스로 오인해 쏜 총에 맞아 죽었다. (출연: 시즌 1, 2, 3, 6)

- 마이클 도슨 (해럴드 페리노 분, 48개 에피소드 출연) (한국 성우 - 김준) 마이클 도슨은 뉴욕의 아티스트이며 건축일을 한다. 아들 월트가 갓난아기 때 헤어진 후 만나본 적도 없다. 월트의 엄마가 호주에서 죽은 뒤 아들을 데려오기 위해 호주로 온다. 마이클은 섬에서 처음으로 선이 영어를 할 줄 안다는 사실을 알게 되지만 진과는 계속 불화를 겪는다. 마이클이 뗏목을 타고 섬을 탈출할 찰라 아들 월트가 디 아더스에게 사로잡힌다. 마이클은 아들 월트를 되찾기 위해 아더스와 계약을 맺는다. 케이트, 잭, 소이어, 그리고 헐리를 넘겨주기로 한 것. 마이클은 월트와 함께 배를 타고 섬을 떠나게 된다. 하지만 집으로 돌아왔지만 마이클은 평안하지 못하다. 아들 월트는 아버지가 섬을 벗어나기 위해 리비와 아나 루시아를 죽였다는 사실을 알고는 할머니 집으로 간다. 죄책감에 시달리던 마이클은 몇 차례 자살을 시도하지만, 섬이 끝내 자신을 죽게 내버려두지 않는다는 사실을 느끼게 된다. 그는 섬에 남겨둔 사람들을 살리겠다는 신념으로 벤의 화물운송을 맡고 있는 카하나 호에 승선한다. 마이클은 카하나에 설치된 시한폭탄을 제거하던 중 폭발과 함께 죽는다. (출연: 시즌 1, 2,  4,  6)

- 월트 로이드 (말콤 데이비드 켈리 분, 32개 에피소드 출연) (한국 성우 - 이현주) 월트는 호주에서 엄마와 살다가 엄마가 죽자 아버지 마이클과 지내게 되지만 비행기가 추락하여 섬에 묶인다. 태어나서 아버지와는 한번도 같이 있어본 적이 없는 어린 월트가 의지하는 것은 리트리버 종 개 빈센트이다. 자신을 특별하게 여기는 아더스에게 납치되지만 아버지가 구해낸다. 이후 뉴욕으로 건너와서 할머니와 함께 살게된다.(출연: 시즌 1, 2, 3, 4, 5)

## 아더스/ 아일랜드 멤버
- 오세아닉 815편이 추락하기 전에 그 섬에 머물고 있는 사람, 혹은 존재들이다.

### 아더스 주요멤버
- 제이콥 (마크 펠레그리노)(한국 성우 - 윤동기) 섬을 지키는 수호자 역할이다.

- 맨 인 블랙 (테리 오퀸/티투스 웰리버)(한국 성우 - 변영희) 맨 인 블랙( Man in Black)은 미국 드라마 《로스트》에 등장하는 판타스틱한 캐럭터이다. 주로 검은색 연기의 형태로 등장하여 '검은 연기'(black smoke) 혹은 '연기 귀신'(스모크 몬스터)으로 불린다. 시즌5의 마지막 에피소드에서 맨 인 블랙은 자신의 정체를 드러낸다. 검은 옷을 입은 중년의 남자이다. 드라마 시즌 6에서 이 존재는 '존 로크'의 형체로 등장한다. 맨 인 블랙은 사람들의 마음을 읽고, 그 사람에게 가장 영향을 줄 수 있는 존재로 형상화되는 능력을 가졌다.

- 벤 라이너스 (마이클 에머슨 성인 역, 스털링 보몬(아역), 60개 에피소드 출연) (한국 성우 - 임성표) '벤'으로도 불린다. 섬에 머물고 있는 사람들에게 강한 영향력을 미치며 모든 행동을 콘트롤하는 [아더스]의 리더이다. 어린 시절 아버지 손에 이끌러 섬에 건너와 달마 이니셔티브에 합류하였다. 오세아닉815 생존자에게 사로잡혀 해치에 갇히기도 한다. 이때 마이클 도슨은 아들 월트와 함께 섬에서 빠져나가기 위해 그를 풀어준다. 시즌4 마지막 에피소드에서 벤은 섬의 지하에 설치된 휠을 움직이고 섬을 벗어난다. 딸을 죽음을 몰아넣은 죄과를 치르기 위해 다시 섬으로 불러들어오고 그는 연기괴물에게 존 로크를 따르겠다고 다짐한다. 나중에 존에 의해 제이콥을 죽이게 된다. 마지막 시즌의 마지막 에피소드에서 섬의 주요 캐릭터가 모두 연회장에 모이지만 벤자민은 빠진다.(출연: 시즌 2, 3, 4,  5, 6)

- 줄리엣 버크 (엘리자베스 미첼 분, 49개 에피소드 출연) (한국 성우 - 차명화) 줄리엣은 섬의 아더스가 고용한 임신 전문의이다. 이 섬에서는 어찌된 일인지 임신과 출산이 전혀 이루어지지 않는다. 오세아닉 815편의 클레어와 선이 임신하였기에 아더스는 이들에게도 관심을 갖는 것이다. 줄리엣은 아더스의 굿윈과 관계를 발전시켜 나가지만 줄리엣을 사랑하는 벤은 질투심에 안나 루시아를 시켜 굿윈을 죽인다. 줄리엣은 벤의 지시에 따라 사로잡힌 잭, 소이어, 케이트를 심문하게 되지만 그들을 도와 815편 생존자에게 돌아가게 한다. 이후 벤에 의해 오세아닉 생존자 일행에게 보내진 줄리엣은 잭에게 호감을 품게 된다. 오세아닉 식스가 섬을 떠날 때 그녀는 섬에 남는다. 그들이 다시 돌아왔을 때 그녀는 1970년대의 섬에 머물고 있었으며 달마 이니셔티브의 기술자(차량정비공)으로 일한다. 그러면서 소이어와 연인관계이다. 섬의 상황을 돌이켜놓기 위한 마지막 수단으로 다니엘 페러데이가 수소폭탄을 터뜨리는 것을 제의하자 줄리엣이 마지막에 그 일을 처리하고 최후를 맞이한다.  (출연: 시즌 3, 4, 5, 6)

- 리처드 알퍼트 (네스터 카보넬 분, 30개 에피소드 출연) (한국 성우 - 김준) 리처드 알퍼트는 에피소드를 통해 영원히 나이를 먹지 않는 존재로 등장한다. 그는 아더스의 지도자의 조언자(어드바이저)이다. 리처드의 정체는 시즌 6의 9편(Ab Aeterno)을 통해 밝혀진다. 1867년, 그는 스페인 카나리 섬에서 병든 아내와 살고 있었다. 아내를 살리기 위한 약을 구하다 탐욕스런 의사를 죽이게 되고 교수형을 당할 처지에 놓인다. 처형 직전에 노예로 팔려 신세계로 떠나는 블랙락 호에 실린다. 폭풍우에 배는 난파되고 리처드는 섬에서 살게된다. 맨 인 블랙은 리처드를 이용하여 제이콥을 죽이려 하지만 리처드는 오히려 제이콥의 어드바이저가 된다. 제이콥은 리처드에게 영원한 젊음을 선사한다. 이후 리처드는 제이콥 뿐만 아니라 아주 오랫동안 아더스의 리더인 벤 라이너스, 찰스 위드모어의 어드바이저가 된다. (출연: 시즌 3, 4, 5, 6)

### 기타 출연진
- 다니엘 루소 (미라 퍼란, 멜리사 파먼 26개 에피소드 출연)  다니엘 루소는 오세아닉 815편이 추락하기 훨씬 전, 1988년에 섬에 온 프랑스 여자이다. 다국적 탐사팀을 태운 배가 좌초된 뒤 모두 죽고 루소만 남은 것이다. 이들은 연기괴물과 접촉한 후 죽지만 루소는 그것이 아더스 때문이라고 생각한다. 이미 임신 상태였던 루소는 섬에 온지 두달 만에 딸 알렉스를 낳지만 곧 아더스에 납치당한다. 이후 루소는 혼자 16년간 숨어살면서 모국어인 불어로 S.O.S. 전파를 내보낸다. 사이드가 루소를 발견하고, 루소는 오세아닉 생존자들을 도와준다. 다니엘은 총에 맞아 죽는다.

- 알렉스 (타니아 레이몬드 분, 21개 에피소드 출연) (한국 성우 - 은정) 알렉스는 다니엘 루소가 섬에서 낳은 딸이다. 알렉스는 태어난지 얼마 되지 않아 아더스에게 납치되어 벤의 보호아래 자란다. 그는 엄마가 이미 죽은 것으로 안다. 알렉스는 여러 차례 오세아닉 생존자들을 도와준다. 벤은 알렉스가 남자 친구 칼 마틴과 사귀는 것을 극구 반대한다. 시즌3 마지막 에피소드에서 어머니와 상봉하게 되지만 키미의 총에 맞아 죽는다.

## 위드모어 피플
- 또 다른 실력자 찰스 위드모어와 관련된 사람들이다.
- 찰스 위드모어 (앨런 데일 분, 19개 에피소드 출연)(한국 성우 - 박상일) 찰스 위드모어는 부유한 기업가로 등장한다. 그는 페넬로피(페니) 위드모어의 아버지이며, 물리학자 다니엘 파라데이의 지원자이다. (나중에 다니엘은 찰스와 일로이즈 호킹 사이의 아들임이 밝혀진다) 찰스 위드모어는 한때 섬의 리더였는데 벤자민 라이너스에 의해 섬 밖으로 추방된 인물이다. 찰스는 복수를 위해 오세아닉 815의 잔해에 대한 정보를 조작하기도 하고 카하나호를 보내어 벤을 잡아오도록 일을 꾸미기도 한다. 그는 딸 페니가 데스몬드와 사귀는 것을 반대하며 둘 사이를 멀어지게 한다. 하지만 데스몬드가 엘로이즈 호킹을 찾을 때 그녀의 행방을 알려주기도 한다. 찰스는 여전히 섬의 위치를 파악하기 위해 노력하고 존 로크로 하여금 오세아닉 식스 멤버들과 함께 섬으로 다시 돌아가도록 한다. 그는 데스몬드와 함께 섬으로 온다. 그는 맨 인 블랙에게 데스몬드의 정체를 일러주고 딸 페니의 안전을 보장받지만 마지막엔 벤의 총에 맞아 죽는다. (출연: 시즌 2, 3, 4, 5, 6)

- 데스몬드 데이비드 흄 (헨리 이안 쿠식 분, 46개 에피소드 출연) (한국 성우 - 변영희) 데스몬드는 오래전에는 수도승이었고, 한 동안은 스코틀랜드의 왕립연대의 군인이었다. 연인 페넬로프 위드모어와 헤어진 뒤 세계일주 요트 경기에 나섰다가 배가 난파하여 섬에 머물게 된다. 데스몬드는 이 섬에서 3년동안 해치 속에 갇혀 매 108분마다 한번씩 버튼을 눌러야하는 운명에 놓인다. 하루는 그가 버튼을 누르지 않았고, 그 영향으로 오세아닉 815기가 추락하게 된다. 생존자들이 섬을 뒤지다가 해치를 발견한다. 섬으로 돌아온 뒤 데스몬드는 오세아닉 생존자들과 함께 움직인다. 시즌3에서 데스몬드는 미래에 일어나게 될 일을 미리 환영으로 보게된다. 데스몬드는 찰리가 죽을 것이라는 것도 알게 된다. 시즌4에서 데스몬드는 섬을 빠져나가 페니와 재결합한다. 그들은 결혼하고 아이를 낳아 찰리라 이름 짓는다. 데스몬드는 엘로이즈 호킹과도 만나는데 엘로이즈는 데스몬드에게 페니 위도모어와 결혼하지 말라고 종용한다. 이후 엘로이즈가 대니얼 패러데이의 엄마라는 것을 알게 된다. 파이널 시즌에서는 존 로크가 섬을 파멸로 이끌기 위해 데스몬드를 이용하러 한다. (출연: 시즌 2, 3, 4, 5, 6)

- 다니엘 파라데이 (제레미 데이비스 분, 22개 에피소드 출연) (한국 성우 - 이규석) 패러데이는 찰스 위드모어에 고용되어 섬으로 온 물리학자이다. 처음에는 815편 생존자들을 구해주러 섬에 왔다고 말하지만 실제는 그렇지 않다는 것이 드러난다. 대니얼은 여러 번 데스몬드와 인연이 닿는다. 데스몬드가 옥스포드의 연구실을 찾아오기도 했고, 존이 섬을 이동시킨 뒤 (시간이동이 생겼고) 대니얼은 해치에 있는 데스몬드에게 섬을 구할 수 있는방법을 일러주기도 한다. 처음에는 생존자에게 거짓말을 하지만 나중에는 선과 진을 포함하여 몇 명을 카하나 호에 승선하도록 한다. 이후 시즌에서 패러데이는 엘로이즈 호킹과 찰스 위드모어의 아들인 사실이 밝혀진다. 그는 시즌 5의 <The Variable>편에서 엄마의 총에 맞아 죽는다. (출연: 시즌   4, 5, 6)

- 마일즈 스트라움  (켄 렁 분, 35개 에피소드 출연) (한국 성우 - 윤세웅) 마일스는 자신 앞에 있는 (혹은 내버려진) 시신이나 유품을 통해 그 사람이 죽기 직전의 상황을 읽을 수 있는 초능력자(강신술사)다. 찰스 위드모어에게 고용되어 섬으로 들어온 화물선 카하나 호의 멤버이다. 카하나의 다른 멤버들이 모두 죽으면서 사라질 동안 마일스는 헐리에 의해 815편 생존자와 일행이 된다. 시즌 후반부에 가서는 그가 닥터 챙의 아들임이 밝혀진다.  (출연: 시즌  4, 5, 6)

- 샬로트 스테플스 루이스 (레베카 메이더)

## 기타 출연진
- 미스터 에코 (애디왈레이 애키누에이 아그바예 분, 21개 에피소드 출연) (한국 성우 - 문관일) 에코는 나이지리아에서 마약거래를 하다 신부가 된 인물로 815편의 꼬리부분 탑승객이다. 처음 40일 동안은 아무런 말을 하지 않는다. 동체부분의 생존자와 만난 뒤 찰리와 함께 섬에 교회를 세우기도 한다. 하지만 해치의 미스테리한 버튼을 누르는 일에 골몰하게 된다. 에코는 나이지리아에서 죽은 동생의 환영에 시달린다. 그의 동생의 주검은 815편보다 먼저 추락한 비행기 속에 있었다. 동생의 환상은 에코와 존이 또 다른 달마 스테이션을 찾게 한다. 에코는 결국 맨 인 블랙에게 죽임을 당한다. (출연: 시즌   2, 3)
- 니키 페르난데즈 (켈리 산체즈)
- 일라나 (줄레이카 로빈슨)
- 파울루 (로드리고 산토로)
- 엘리자베스 리비 스미스 (신디아 와트로스) (한국 성우 - 김순영) 시즌 2 에피소드 21에서 마이클의 총에 맞고 부상

### 815편 추락 생존자
- 버나드 내들러(Bernard Nadler)
- 로즈 헨더슨(Rose Henderson)
- 빈센트(Vincent)
- 신디 챈들러(Cindy Chandler)
- 에드워드 마스(Edward Mars)
- 레슬리 아츠(Leslie Artz)

### 아더스
- 이든 롬(Ethan Rom)
- 톰(Tom)
- 미카일 바쿠닌(Mikhail Bakunin)
- 대니 피켓(Danny Pickett)

### 기타 섬 거주자
다음은 오세아닉 815편이 추락하기 전부터 섬에서 지내고 있었거나, 비행기 추락이 아닌 다른 방법으로 섬으로 오게 된 등장인물들이다.
- 켈빈 조 인먼(Kelvin Joe Inman)
- 나오미 도릿(Naomi Dorrit) (한국 성우 - 최하나)
- 앤서니 쿠퍼(Anthony Cooper)